# Duripelta borealis
Duripelta borealis là một loài nhện trong họ Orsolobidae.
Loài này thuộc chi Duripelta. Duripelta borealis được Raymond Robert Forster miêu tả năm 1956.